# (32101) Williamyin
2000 KA51 (asteroide 32101) é um asteroide da cintura principal. Possui uma excentricidade de 0.20131200 e uma inclinação de 1.20965º.
Este asteroide foi descoberto no dia 29 de maio de 2000 por LINEAR em Socorro.